# Телець Понятовського

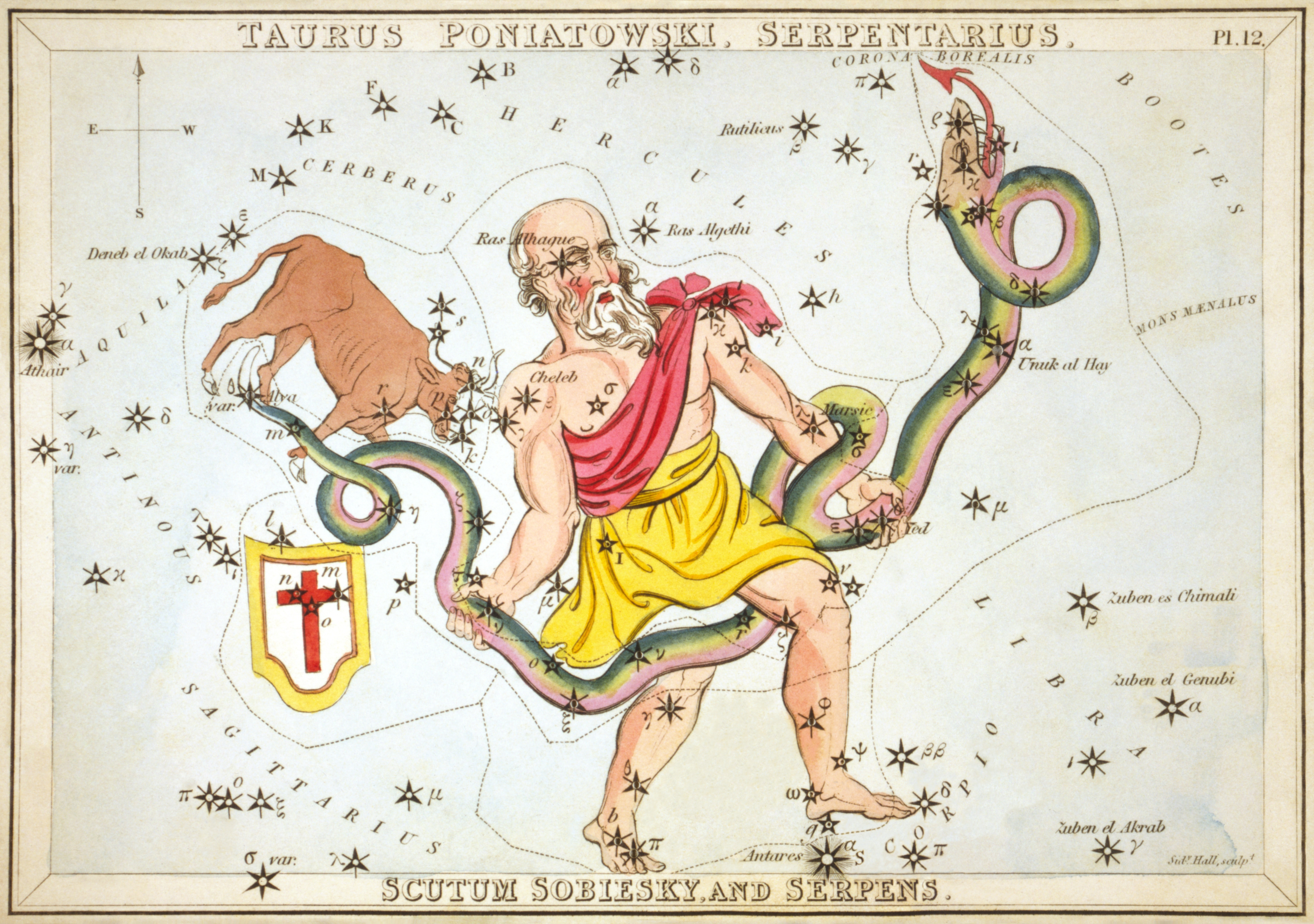
На цій зоряній карті із «Дзеркала Уранії» (1825) Змієносець тримає Змію, над хвостом Змії знаходиться Телець Понятовського, а під ним — Щит Собеського.

Телець Понятовського (лат. Taurus Poniatovii) — колишнє, нині відмінене сузір'я, створене у 1777 році колишнім ректором Вільнюського університету Мартином Почобут-Одляницьким і назване на честь Станіслава-Августа Понятовського, короля Польщі та великого князя литовського. Сузір'я складалося із зір, які тепер вважають частиною Змієносця й Орла та знаходилось між Змієносцем, Орлом та Змією.

## Зорі

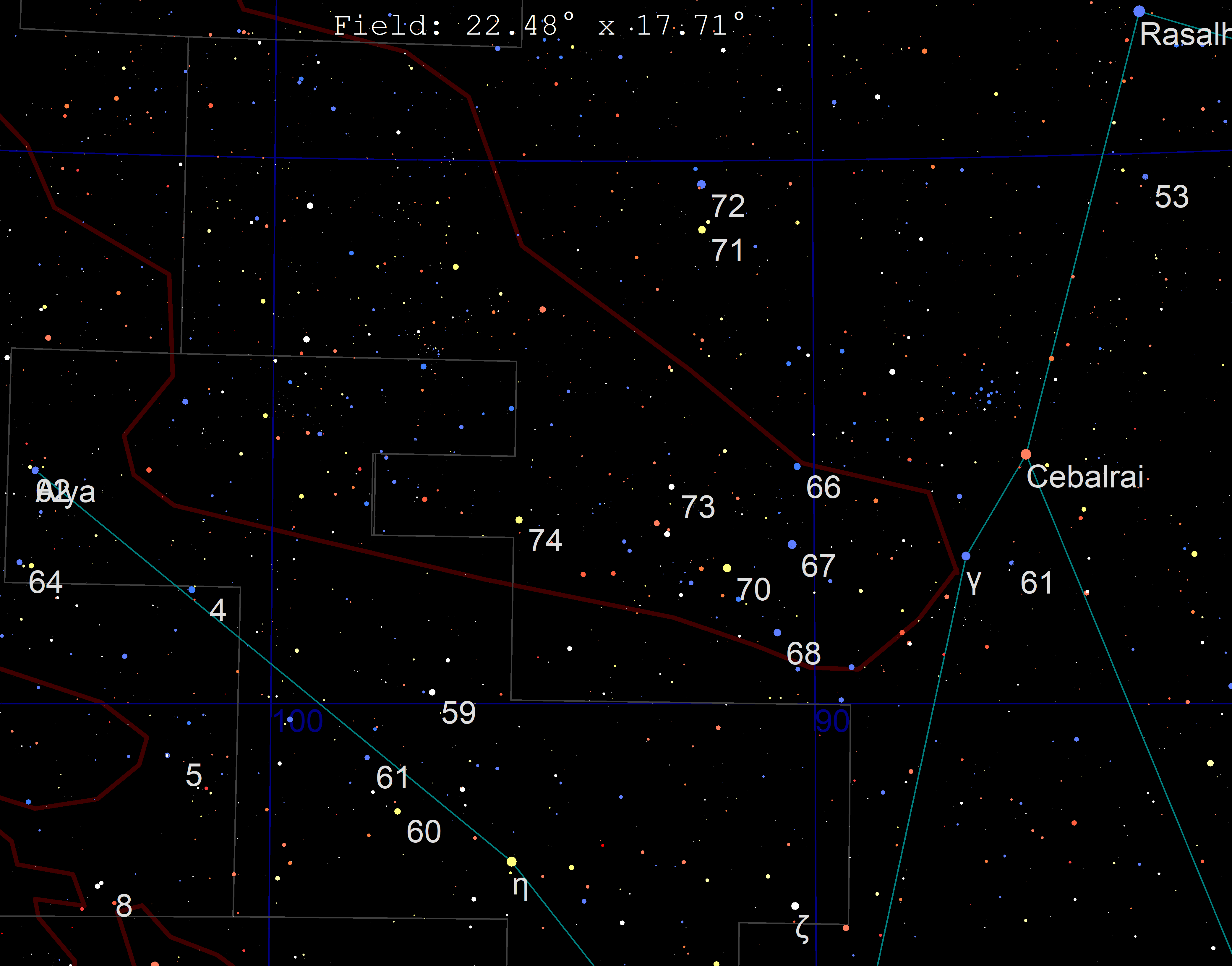
Зорі Тельця Понятового в північно-східній частині Змієносця

Цьолек роду Понятовських

Зорі були обрані за схожість їхнього розташування з групою Гіад, які утворюють «голову» Тельця. До визначення Тельця Понятовського деякі з них були частиною застарілого сузір'я Річка Тигр. Найяскравіша з цих зір — 72 Змієносця (зоряна величина 3,7) у «розі» Тельця Понятовського. «Обличчя» Тельця Понятовського утворюють 67 Змієносця (4,0), 68 Змієносця (4,4) і 70 Змієносця (4,0). П'ять найяскравіших зір належать до пухкого розсіяного скупчення Колліндер 359 або Мелотт 186. Зоря Барнарда, одна з найближчих до Сонця зір, також знаходиться в межах цього колишнього сузір'я. Деякі тьмяні зорі (5-ї та 6-ї зоряної величини), які зараз відносять до Орла, утворювали задню частину Тельця Понятовського.

## В культурі
- Сузір'я зображене на стіні Астрономічної обсерваторії Вільнюського університету[en].